# Seznam bolgarskih nogometašev
Seznam bolgarskih nogometašev.

## A
- Stefan Aladzhov
- Ljubomir Angelov
- Georgi Asparuhov

## B
- Krasimir Balakov
- Dimitar Berbatov
- Valeri Bojinov
- Georgi Bonev
- Hristo Bonev
- Daniel Borimirov
- Stefan Božkov

## D
- Georgi Denev
- Dinko Dermendžijev
- Todor Diev

## G
- Plamen Getov
- Rument Goranov

## I
- Rangel Ignatov
- Ilian Iliev
- Nikolaj Iliev
- Božidar Iskrenov
- Trifon Ivanov
- Kiril Ivkov

## J
- Dimitar Jakimov
- Krum Janev

## K
- Amedeo Kleva (bolgarsko-italijanski)
- Božil Kolev
- Ivan Kolev
- Emil Kostadinov

## L
- Božin Laskov
- Mihail Lozanov

## M
- Dimitar Makrijev
- Manol Manolov
- Kiril Metkov
- Atanas Mihajlov
- Borislav Mihajlov
- Nikola Mutafčijev

## N
- Georgi Najdeno
- Anton Nedjalkov

## P
- Georgi Pachedžijev
- Asen Pančev
- Pavel Panov
- Dimitar Penev
- Ljuboslav Penev
- Georgi Petkov
- Stilijan Petrov
- Asen Pešev

## S
- Simeon Simeonov
- Nasko Sirakov
- Georgi Sokolov
- Hristo Stojčkov

## Š
- Aleksandar Šalamanov

## V
- Veličko Veličkov

## Ž
- Petar Žekov
- Andrej Željazkov